# 迪拜未来博物馆
未来博物馆（阿拉伯语：متحف المستقبل） 是阿聯酋迪拜一个展示创新和未来服务和产品的博物館。該博物館由迪拜未来基金会創辦。 2022年2月22日，该博物馆正式對外開放。 该博物馆的目标是促进技术发展和创新，尤其是在机器人技术和人工智能（AI）领域的發展和創新。 